# Condado de Tucker
El condado de Tucker (en inglés: Tucker County), fundado en 1856, es uno de los 55 condados del estado estadounidense de Virginia Occidental. En el año 2000 tenía una población de 7.321 habitantes con una densidad poblacional de 7 personas por km². La sede del condado es Parsons.

## Geografía
Según la Oficina del Censo, el condado tiene un área total de 1090 km² (420,8 mi²), de la cual 1085 km² (418,9 mi²) es tierra y 5 km² (1,9 mi²) (0.53%) es agua.

### Condados adyacentes
- Condado de Preston - norte
- Condado de Grant - este
- Condado de Randolph - sur
- Condado de Barbour - oeste

### Carreteras
| - U.S. Highway 219 - Ruta de Virginia Occidental 32 - Ruta de Virginia Occidental 38 | - Ruta de Virginia Occidental 72 - Ruta de Virginia Occidental 90 - Ruta de Virginia Occidental 93 |

## Demografía
En el 2000 la renta per cápita promedia del condado era de $26,250, y el ingreso promedio para una familia era de $32,574. En 2000 los hombres tenían un ingreso per cápita de $24,149 versus $17,642 para las mujeres. El ingreso per cápita para el condado era de $16,349. Alrededor del 18.10% de la población estaba bajo el umbral de pobreza nacional.

## Ciudades y pueblos

### Comunidades incorporadas
- Davis
- Hambleton
- Hendricks
- Parsons
- Thomas

### Comunidades no incorporadas
| - Auvil - Benbush - Bretz - Canaan Heights - Coketon - Cortland | - Douglas - Elk - Gladwin - Hannahsville - Holly Meadows | - Hovatter - Jenningston - Laneville - Lead Mine - Location | - Mackeyville - Moore - Pierce - Pleasant Run - Pleasant Vale | - Porterwood - Red Creek - St. George - Shafer - William |